# Naturdenkmal 2 Linden (Oberalme)

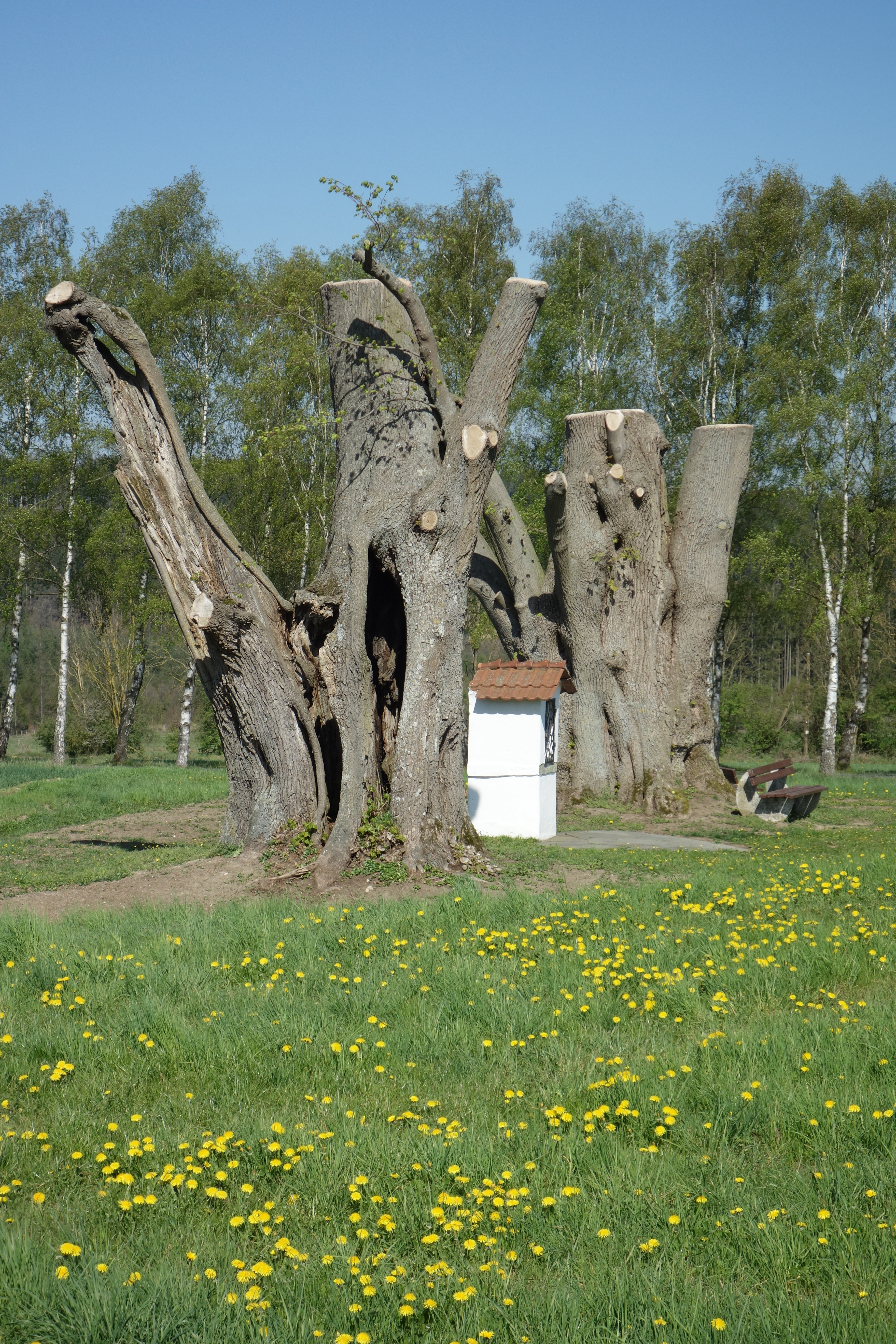
Naturdenkmal 2 Linden von Süden nach der Kappung der Hauptäste 2019

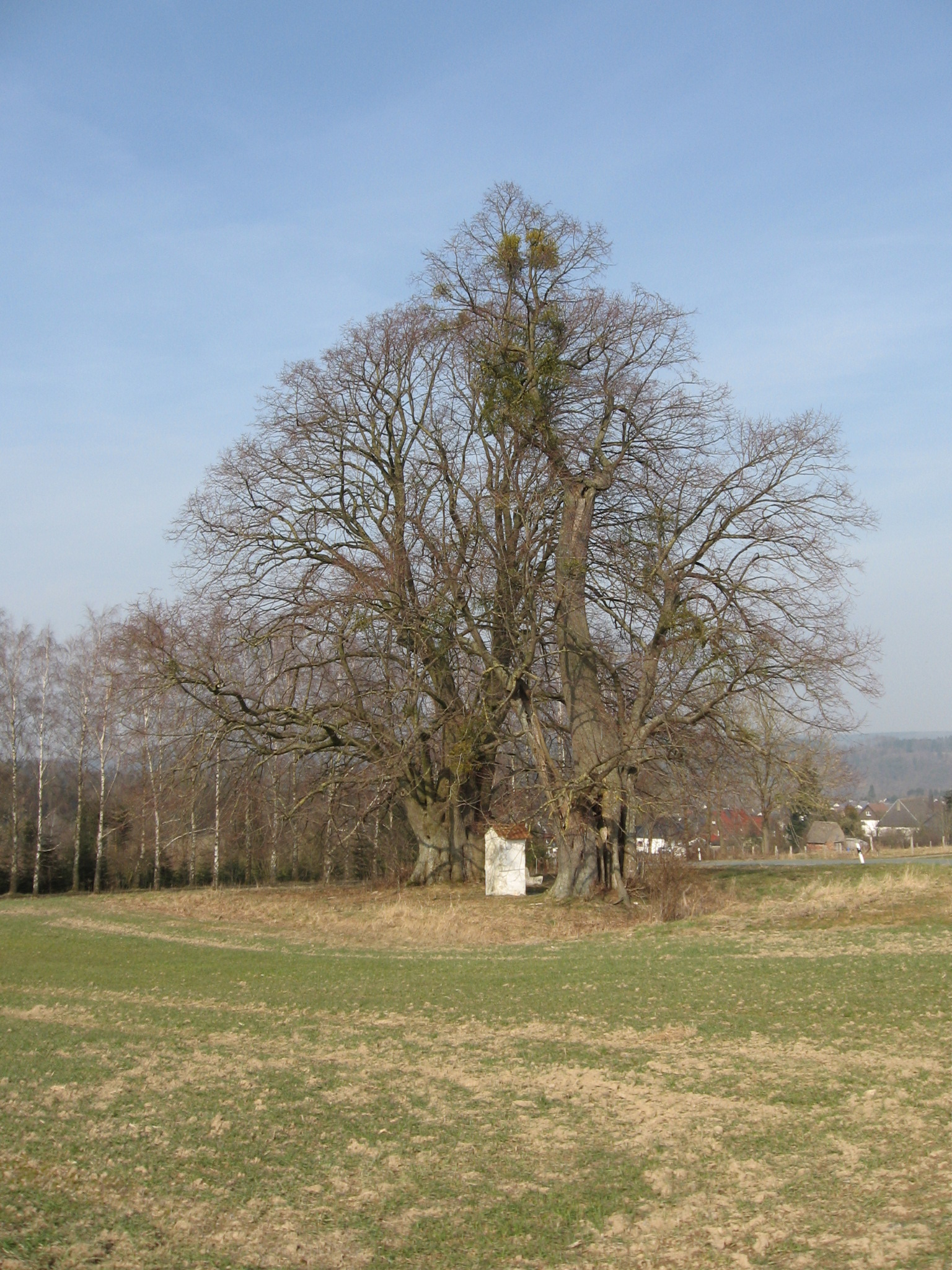
Naturdenkmal 2 Linden früher

Das Naturdenkmal  2 Linden befindet sich südwestlich von Oberalme im Stadtgebiet von Brilon. Die Linden stehen südlich der Allee zum Haus Bruch. Der beiden Linden wurden 2008 mit dem Landschaftsplan Briloner Hochfläche durch den Hochsauerlandkreis als Naturdenkmal (ND) ausgewiesen. Sie stand bei Ausweisung als ND in einer Weihnachtsbaumkultur, welche später entfernt wurde. Das Naturdenkmal ist umgeben vom Landschaftsschutzgebiet Grünlandkomplex Ortsrand Oberalme. Zwischen den beiden Linden steht ein Bildstock. Beide liegen nahe der Straße von Oberalme nach Wülfte.
Die nördliche Linde hat einen Brusthöhendurchmesser von etwa 1,20 m und die südliche von etwa 0,80 m. Auf beiden Bäumen wachsen Misteln.
2018 wurden die beiden Linden extrem gekappt. Vorher kam es zur Diskussion, ob die Bäume wegen fehlender Verkehrssicherheit nicht ganz umgesägt werden sollen.